# ممثلية الإكوادور لدى دولة فلسطين
ممثلية الإكوادور لدى دولة فلسطين هي الممثلية الدبلوماسية العُليا الإكوادورية لدى دولة فلسطين. تأسست عام 2014 وعُين أول سفير عام 2015 ويقع مقرها في شارع الإرسال بمدينة البيرة.

## قائمة السفراء
| الترتيب | رئيس البعثة الدبلوماسية            | مستوى التمثيل الدبوماسي | تاريخ الاعتماد الدبلوماسي | تاريخ الانتهاء | رئيس الإكوادور | رئيس دولة فلسطين | ملاحظات                                                 |
| ------- | ---------------------------------- | ----------------------- | ------------------------- | -------------- | -------------- | ---------------- | ------------------------------------------------------- |
| 1       | إدوين جونسون                       | سفير غير مقيم           | 2012                      | يوليو 2014     |                | محمود عباس       |                                                         |
| 2       | خافيير سانتوس                      | سفير مقيم               | 18 مارس 2015              | نوفمبر 2018    |                | محمود عباس       | سلم أوراق اعتماده إلى الرئيس الفلسطيني في 5 يوليو 2015. |
|         | لويس اريلانو جيباجا                | قائم بالأعمال           | 2018                      | 2020           |                | محمود عباس       |                                                         |
|         | نيبيل مونتينيغرو                   | قائم بالأعمال           | 2020                      | 2021           |                | محمود عباس       |                                                         |
| 3       | بايرون فينيسيو سوكيلاندا فالديفيسو | سفير مقيم               | 23 فبراير 2022            | لا يزال        |                | محمود عباس       |                                                         |